# Csákabonyi Kálmán
Csákabonyi Kálmán (Belényes, 1902. augusztus 15. – Pécs, 1970. május 27.) levéltáros.

## Életpályája
Bihar megyei falusi jegyzőcsaládból származott. 1924-ben a pécsi Erzsébet Tudományegyetemen jog- és államtudományi doktorátust szerzett. Pályája kezdetén alkalmi, jogi képzettséget igénylő munkaköröket töltött be. A Magyar Országos Levéltárban levéltárosi képesítést szerzett. 1938-tól Békés vármegye főlevéltárnokává nevezte ki a főispán. 1964-es nyugalomba vonulásáig állt a Békés megyei levéltár élén. 1938 és 1950 között a megyei közigazgatási hivatalban ügyintézőként is foglalkoztatták. A levéltárak államosítását követően megháromszorozta a Gyulai Levéltárban őrzött iratok számát. Levéltári szakcikkeket is írt és törekedett a levéltár népszerűsítésére.
Sírja a Pécsi Köztemetőben található.

## Családja
Házastársa Áriás Ilona (1902–1990), egy erdélyi származású középbirtokos lánya, tanítónő, majd háztartásbeli volt. Gyermekeik: György (1935); Balázs (1936) tanító, ügyvéd, volt országgyűlési képviselő; Tamás (1938); Ágnes (1944) bíró.

## Művei
- Békés megyei boszorkányperek a XVIII. században (Gyula, 1960)